# Lo en Fröksmon
Lo en Fröksmon (Zweeds: Lo och Fröksmon) is een småort in de gemeente Kramfors in het landschap Ångermanland en de provincie Västernorrlands län in Zweden. Het småort heeft 133 inwoners (2005) en een oppervlakte van 43 hectare. Eigenlijk bestaat het småort uit twee plaatsen: Lo en Fröksmon.